# 梅尔·彭德
梅尔·彭德（英語：Mel Pender，1937年10月31日—），美国男子田径运动员，主攻短跑。他曾代表美国参加1964年和1968年夏季奥林匹克运动会田径比赛，其中1968年奥运会获得一枚金牌。